# Communauté de communes entre Loire et forêt
La communauté de communes entre Loire et forêt est une ancienne communauté de communes française, située dans le département de la Nièvre et la région Bourgogne-Franche-Comté.

## Composition
Elle était composée des communes suivantes :
1. Champvert
2. Devay
3. La Machine
4. Saint-Léger-des-Vignes
5. Thianges
6. Verneuil

## Historique
La communauté de communes entre Loire et forêt fut créée par arrêté préfectoral le 15 décembre 2004 pour une prise d'effet officielle au 1er janvier 2005.
Elle est dissoute au 31 décembre 2015 pour fusionner avec la communauté de communes du Sud-Nivernais.
| Période     | Identité    | Qualité                         |
| ----------- | ----------- | ------------------------------- |
| 2005 ⇔ 2015 | Guy Leblanc | Maire de Saint-Léger-des-Vignes |

## Sources
- Le SPLAF (Site sur la Population et les Limites Administratives de la France)
- La base ASPIC